# سرحدآباد (کرج)

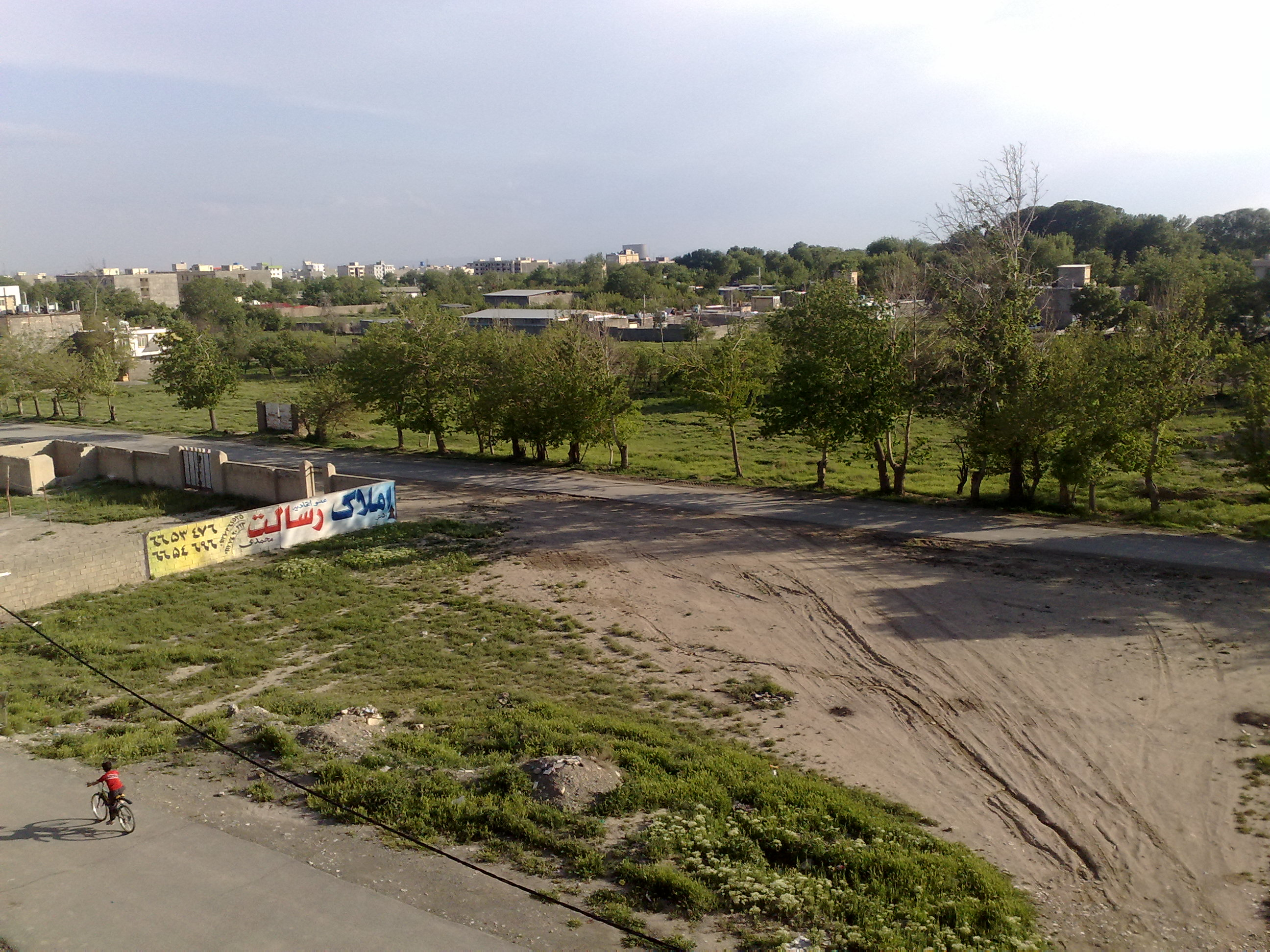
سرحداباد

محله سرحدآباد یکی از محله‌های مهم و تاریخی شهر کرج است.

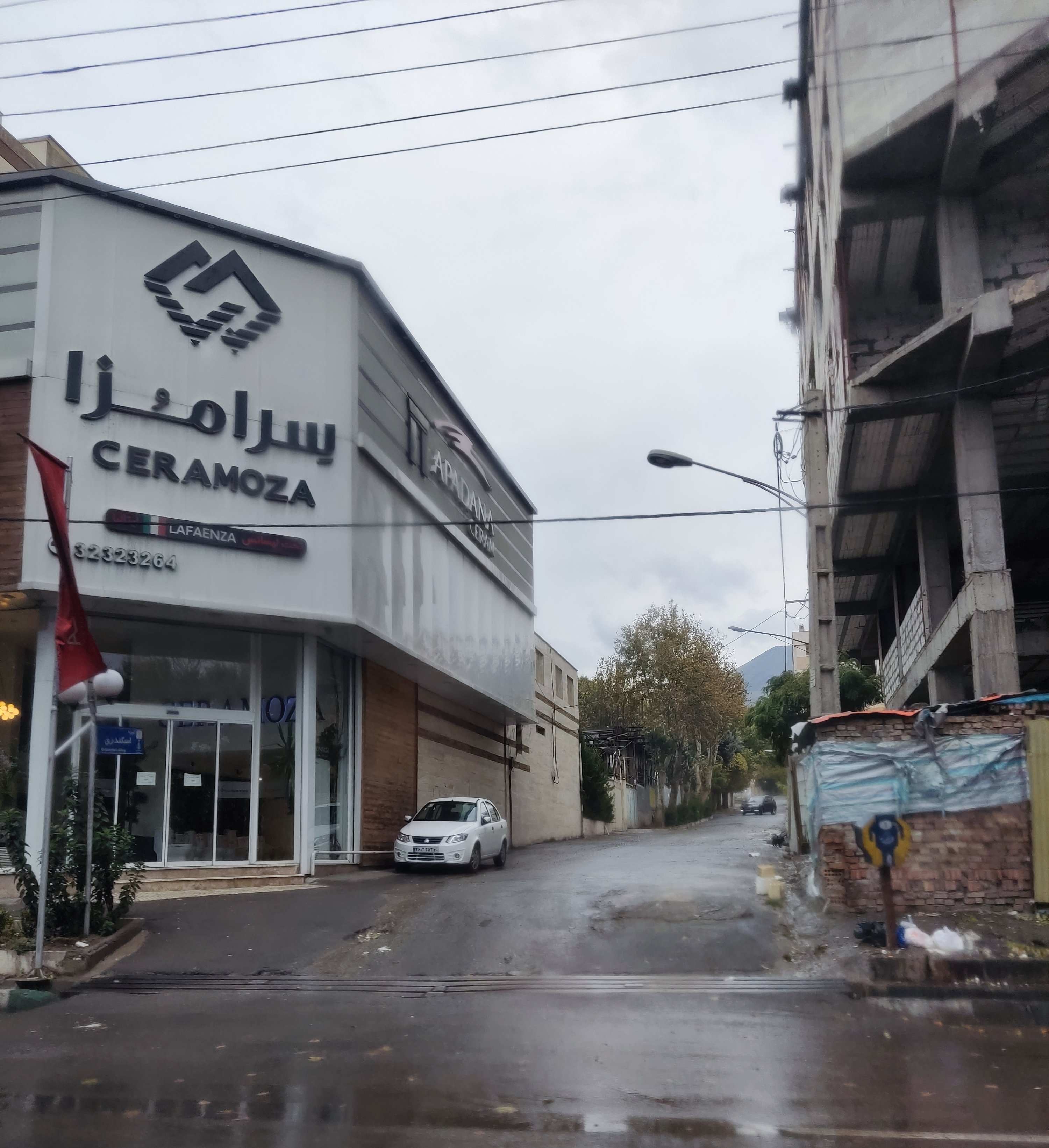
محلات سرحدآباد

## جاذبه‌های گردشگری
از جمله اماکن دیدنی ان می‌توان به مسجدجامع سرحدآباد، گلزار شهدا، باغ‌های سرحداباد، هفت پل، رودخانه سرحداباد و… اشاره کرد.